# پینیاتارو اینترامنا
پینیاتارو اینترامنا (به ایتالیایی: Pignataro Interamna) یک کومونه در ایتالیا است که در استان فروزینونه واقع شده‌است. پینیاتارو اینترامنا ۲۴ کیلومتر مربع مساحت و ۲٬۵۹۵ نفر جمعیت دارد و ۶۴ متر بالاتر از سطح دریا واقع شده‌است.